# David John Goyder
 David John Goyder (1959) es un botánico inglés , que ha trabajado extensamente en Kew Gardens.

## Algunas publicaciones
- Goyder, DJ; NP Singh. 1991. Lectotypification of Periploca secamone and Secamone thunbergii (Asclepiadaceae). Taxon 40 ( 4): 629-630

## Honores

### Eponimia
- (Asclepiadaceae) Secamone goyderi Klack.[1]
- La abreviatura «Goyder» se emplea para indicar a David John Goyder como autoridad en la descripción y clasificación científica de los vegetales.[2]